# À quoi rêvent les algorithmes, nos vies à l'heure des big data
À quoi rêvent les algorithmes, nos vies à l'heure des big data est un essai écrit par le sociologue Dominique Cardon, publié en 2015 aux éditions du Seuil, dans la collection « La République des idées ». Le livre aborde la place des algorithmes, leur fonctionnement et leur influence dans notre société. 

## Thèmes principaux
La thèse présentée dans cet essai se réfère à des théories abordées dans les textes précédents de Cardon : La démocratie Internet et Dans l'esprit du PageRank, qui traitent des stratégies politiques et industrielles liées à la hiérarchisation des informations disponibles en ligne. Dans À quoi rêvent les algorithmes, Cardon déchiffre la logique des algorithmes, en les interprétant selon la logique du rêve : la représentation intime et secrète du monde que l'on peut créer, de façon consciente ou inconsciente, via notre façon d'utiliser le big data. La particularité de cet essai est sa perspective anthropologique, selon laquelle les logiques de personnalisation imposent une quantification de soi et une nouvelle forme du social : la société des calculs.
Dès l'introduction, quatre familles de calcul numérique sont différenciées, selon leur position figurative envers le web et selon quatre valeurs fondamentales, à la fois productrices et produits des divers types d'algorithmes :
- Les algorithmes à côté du web ordonnent la popularité des sites.
- Les algorithmes au-dessus du web hiérarchisent l'autorité des sites.
- Les algorithmes dans le web mesurent la réputation des personnes et des choses.
- Les algorithmes au-dessous du web déchiffrent le comportement des internautes à des fins de prédiction.

## Table des matières
Introduction : Comprendre la révolution des calculs
1. Chiffrer le monde
2. Ouvrir la boîte noire

Chapitre I : Quatre familles de calcul numérique
1. À côté du web : l'imprécise popularité des clics
2. Au-dessus du web : l'autorité des méritants
3. À l'intérieur du web : la fabrique de la réputation
4. Au-dessous du web : la prédiction par les traces

Chapitre II : La révolution dans les calculs
1. La manipulation du réel
2. Le débordement des catégories
3. Calculer au plus près
4. Corrélations sans causes

Chapitre III : Les signaux et les traces
1. Les nouveaux gisements de données
2. Des machines "statistiques"
3. Le signal et la trace
4. Un comportementalisme radical
5. Signaux sans traces et traces sans signaux
6. La quantification de soi
7. Les algorithmes sont-ils biaisés ?
8. L'"idiotie" des algorithmes

Chapitre IV : La société des calculs
1. La "tyrannie du centre"
2. La coordination virale de l'attention
3. La sécession des excellents
4. Digital labor

Conclusion : La route et le paysage

## Distinction
À quoi rêvent les algorithmes a reçu le prix AFCI en 2016